# Björkvassla
Björkvassla is een plaats in de gemeente Mora in het landschap Dalarna en de provincie Dalarnas län in Zweden. De plaats heeft 74 inwoners (2005) en een oppervlakte van 29 hectare. De plaats ligt aan de rivier de Värnån en wordt omringd door zowel landbouwgrond als bos. De plaats Mora ligt ongeveer twintig kilometer ten zuiden van het dorp.